# Serghei Stroenco
Serghei Stroenco (russisch Сергей Васильевич Строенко; * 22. Februar 1967; † 24. Dezember 2013 in Vladimirovca, Transnistrien) war ein moldauischer Fußballspieler und -trainer.

## Laufbahn
Stroenco startete seine Fußballkarriere bei verschiedenen Tiraspoler Fußballvereinen. Er debütierte am 20. Mai 1992 in der Nationalmannschaft Moldaus bei einem Freundschaftsspiel gegen die Auswahl Litauens. Er bestritt zwischen 1992 und 2007 insgesamt 46 Länderspiele. Der Abwehrspieler gehörte damit zu den erfolgreichsten Nationalspielern seines Landes. Die meiste Zeit spielte er für den moldauischen Klub Tiligul Tiraspol, mit dem er 1993, 1994 und 1995 den moldauischen Pokal gewann. Ende 2009 beendete er seine Karriere und wurde ab 2010 Teammanager von FC Academia UTM Chișinău. Am 11. Mai 2012 wurde Stroenco zwei Spieltage vor Saisonende als Trainer von Zimbru Chișinău entlassen.
Am 24. Dezember 2013 kam er bei einem Autounfall in Vladimirovca auf der Strecke zwischen Tiraspol und Odessa ums Leben.